# زاتانا
زاتانا هي بطلة خارقة في دي سي كومكس من ابتكار غاردنر فوكس وميرفي أندرسون،ظهرت لأول مرة في نوفمبر 1964.

## روابط خارجية
زاتانا على موقع الموسوعة البريطانية (الإنجليزية)
- زاتانا على موقع الموسوعة البريطانية (الإنجليزية)